# Copidosoma boucheanum
Copidosoma boucheanum är en stekelart som beskrevs av Julius Theodor Christian Ratzeburg 1844. Copidosoma boucheanum ingår i släktet Copidosoma och familjen sköldlussteklar. Arten är reproducerande i Sverige. Inga underarter finns listade i Catalogue of Life.